# 斯圖爾特·孟席斯
陆军少将斯圖爾特·格雷厄姆·孟席斯爵士，KCB，KCMG，DSO，MC（Sir Stewart Graham Menzies，1890年1月30日—1968年5月29日），英国情报员，在第二次世界大戰期间担任军情六处处长。

## 生平

### 早年
斯圖爾特·格雷厄姆·孟席斯，1890年1月30日生于英格兰伦敦上格羅夫納街46号。他的父亲是斯圖爾特·格拉漢姆·孟席斯，而他的母亲则是苏珊娜（Susannah）。孟席斯的父亲逝世后，他的母亲改嫁陆军中校乔治·霍尔福德爵士（Sir George Holford）。他的继父是近卫队（Life Guards）的成员，曾担任亚历山德拉皇后的王室侍從武官。
1903年，孟席斯入读伊顿公学。他在校内成绩优异，多次获得语言科目的奖项，又很受他人欢迎，曾出任会社会长。1909年，孟席斯毕业离校，加入掷弹兵卫队（Grenadier Guards）。后来，他与继父一样，转入近卫队服役。孟席斯从军期间，爱上了马匹，又喜欢上了狩猎。此外，他在伦敦社交界活动也很是频繁，是多个会社的常客。

### 接触情报工作
孟席斯在第一次世界大战期间接触情报工作。1914年，他随英国远征军远赴法国与德军作战，在同年年末获得DSO勋衔。1915年，孟席斯又因功获得MC勋衔。他在同年受德军毒气攻击，受伤入院。孟席斯康复出院后，获上级任命为情报人员。他在这个职位上如鱼得水。战争结束之时，孟席斯已是荣誉陆军少校（Brevet major）。1919年，上级派他到MI1工作。1932年，孟席斯晉升陆军上校。第二次世界大战爆发之后，他获上级进一步拔擢为陆军少将。

### 第二次世界大战
孟席斯在第二次世界大战爆发之初，获任为秘密情报局局长。秘密情报局当时并未做好准备。孟席斯上任后，一边扩大情报局规模，一边改变情报局结构，力求在短时间内做好准备，进行情报与反情报工作。1939年11月，德国党卫军在荷兰设计逮捕了两名情报局特工，令情报局的处境雪上加霜。

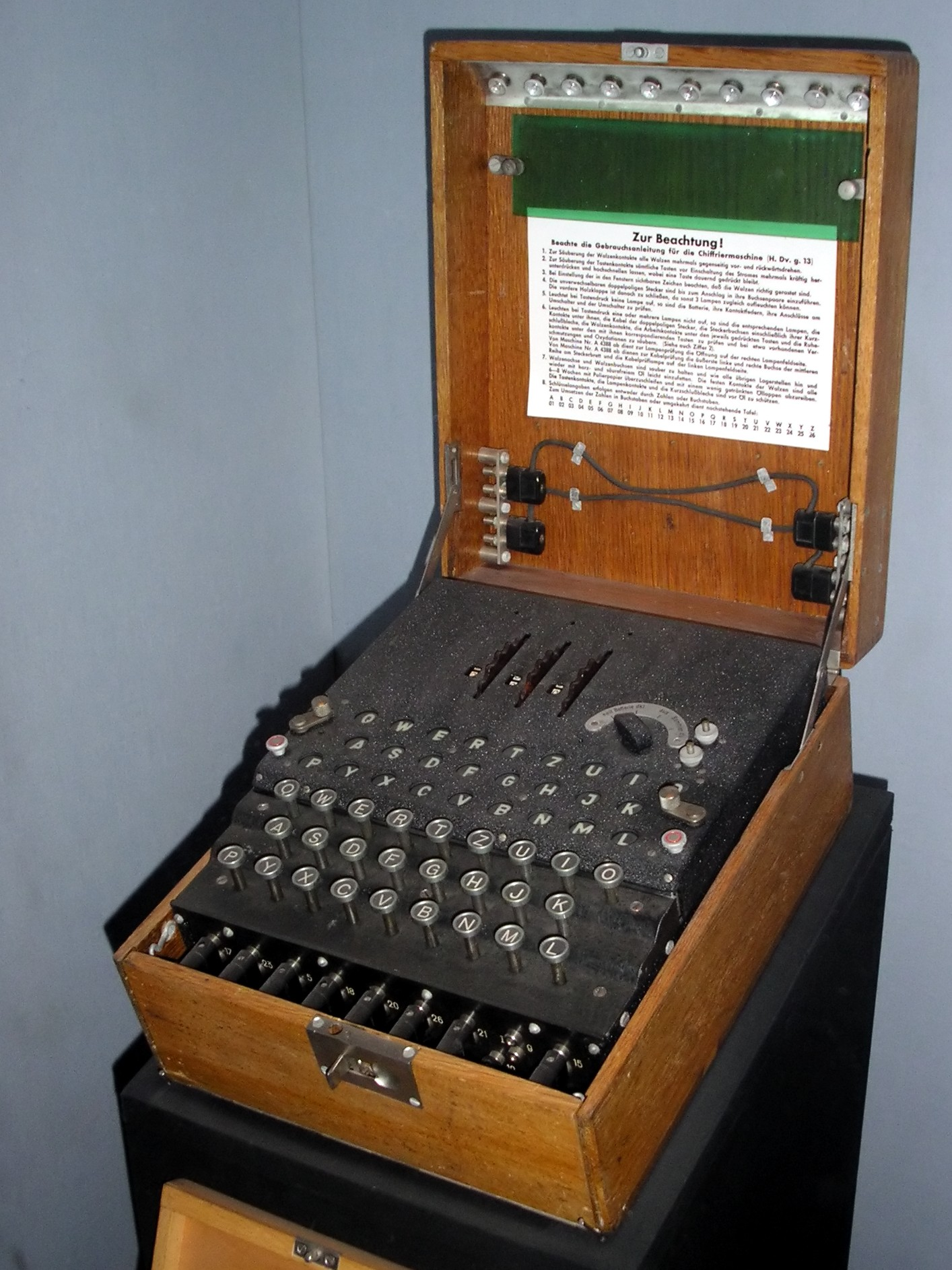
恩尼格玛密码机。

孟席斯完全改变了秘密情报局。他一改情报局以往的做法，招募来自社会各界的能人为情报人员。不过，这带来了一系列复杂的管理问题。此外，情报局通过复杂的方法，与英国另一情报机构 - 特別行動執行處（简称SOE）建立了合作关系。后来，情报局又与美国新近建立的情报机构战略情报局（简称OSS）建立了类似关系。尽管如此，情报局在二战前期因为种种原因，如人手不足，还是未能全力运作，但是，这些关系在二战后期价值极高。
除了情报局之外，孟席斯还负责监管政府密码及暗号学校（Government Code and Cypher School，简称GCCS）。学校在二战期间的最大贡献是破译了德国密码机恩尼格玛。德国三军都有广泛使用这种密码机。恩尼格玛密码机的复杂程度之高，以至于德国密码学家在二战爆发之初还认为，盟军就算夺得了这种密码机，也不能成功破译它。因此，德军依赖他来进行通讯，传送、接收军事机密。GCCS在1940年末成功破译密码机后，到了1943年末，GCCS已经可以在一个月内破译90,000条德国三军的密码，对盟军与德军作战有极大帮助。不过，为保护破译密码，孟席斯有时要采取一些行动保护破译密码，如阻止盟军指挥官根据情报作出行动，避免德国三军察觉己方使用的密码机已经被对方破译。他成功地执行了这一任务，以至于GCCS成功破译德国密码机的消息，到了二战结束之后才广为人知。孟席斯对首相、内阁、参谋长的影响力是十分大的，因为他掌握了大量情报。
孟席斯在二战爆发之前，生活悠闲、奢侈。二战爆发之后，他展现出了非同寻常的耐力、韌性，令熟悉他的人为之震惊。除了情报局局长与学校监管人之外，孟席斯还有第三个身份，就是温斯顿·丘吉尔的顾问。这意味着，他要随时向首相作出建议。有时候，作为最高级的情报人员，孟席斯还要回答自己管轄范围之外的问题。他善于掌握、了解行动，也善于管理间谍网。不过，孟席斯并不善于组织人员、行动，也不善于制定长期计划。他喜欢在情报人员的零星讯息中收集情报 - 他在这一点上与美国同行艾倫·杜勒斯类似。

### 晚年
1951年，孟席斯辞去情报局局长一职，开始退休生活，这时，情报界已经大为不同，各情报机构比以往更为着重科技资源 - 不过，对情报局来说，人力资源还是十分重要的。1968年5月29日，他在伦敦比彻姆广场英王爱德华七世军官医院逝世。

## 婚姻
孟席斯曾先后娶三名女子为妻。他的发妻是吉尔伯特·萨克维尔，第八代德拉瓦伯爵（Gilbert Sackville, 8th Earl De La Warr）之女阿維絲·薩克維爾女爵（Lady Avice Sackville），两人在1918年11月28日结婚。两人在1931年离婚后，孟席斯在次年12月13再娶鲁珀特·贝克特阁下（Hon. Rupert Beckett）之女帕梅拉·貝克特（Pamela Beckett）为妻。帕梅拉逝世后，孟席斯再于1952年12月12日迎娶托马斯·莱瑟姆爵士，第一代从男爵（Sir Thomas Latham, 1st Bt.）之女奧黛麗·萊瑟姆（Audrey Latham）。

## 荣誉
- D.S.O. （1914年）
- M.C. （1915年）
- C.B. （1942年）
- K.C.M.G. （1943年）
- K.C.B. （1951年）

## 注脚
1. ↑  她是亚瑟·威尔逊（Arthur Wilson）之女。
2. ↑  后为秘密情报局（SIS），又称军情六处（MI6）。